# R-3
R-3 a fost o variantă a prototipului tancului cehoslovac S-II-c (cunoscut după anul 1939 sub numele de T-21) care urma să fie construit în România. Din cauza situației politice, licența pentru acest tanc nu a fost obținută, proiectul fiind abandonat.

## Istorie
La mijlocul anului 1940, furnizorii tradiționali de armament ai României, Franța și Cehoslovacia, erau sub influență germană. Livrările de tancuri Renault R-35 au fost oprite după înfrângerea armatei franceze. Fiindcă dotarea armatei era precară, România a vrut să cumpere 216 tancuri medii Skoda T-21. Acest tanc, denumit inițial S-II-c, era urmașul tancului LT vz. 35, aflat deja în dotarea trupelor blindate ale armatei române. Tancul cântarea aproximativ 17 tone, fiind dotat cu un tun de 47 mm și cu un blindaj cu o grosime între 16 și 30 mm. Încercările din anul 1940 nu s-au materializat, fiindcă România nu era încă oficial țară membră a Axei. Negocierile au fost reluate, deoarece Germania a vândut Ungariei licența pentru construirea tancului T-22 în august 1940. T-22 era o variantă a tancului T-21, fiind ulterior construit în Ungaria sub denumirea 40M Turán I. În luna ianuarie a anului 1941, România a încercat iar să cumpere acest tanc, însă comanda nu a fost livrată din cauza capacităților industriale limitate, în ciuda eforturilor guvernului român și ale celui german. În luna iunie a anului 1941, România a încercat să construiască sub licență 287 de tancuri T-21, denumite oficial R-3, însă proiectul a fost abandonat din cauza capacităților industriale limitate ale uzinelor Skoda și din cauza industriei embrionare române.